# Alfonso Lara
Alfonso Osvaldo Lara Madrid (* 27. April 1946 in Santiago; † 13. August 2013 ebenda) war ein chilenischer Fußballspieler. Auf Vereinsebene unter anderem mit CSD Colo-Colo sehr erfolgreich, nahm er mit der Nationalmannschaft seines Heimatlandes ferner auch an der Fußball-Weltmeisterschaft 1974 in Deutschland teil.

## Karriere

### Vereinskarriere
Alfonso Lara, geboren 1946 in der chilenischen Hauptstadt Santiago, begann mit dem Fußballspielen beim Verein CD Magallanes im Stadtteil Maipú in der Hauptstadt. Für Magallanes agierte der Mittelfeldakteur zwei Jahre lang in den Spielzeiten 1968 und 1969 und brachte es in dieser Zeit auf insgesamt 64 Ligaspiele mit sechs Toren für den viermaligen chilenischen Fußballmeister. Zur Saison 1970 wechselte er zu Lota Schwager, einem damals beständig erstklassig spielenden heutigen unterklassigen Verein, und stand dort dreieinhalb Jahre unter Vertrag. Nach Ablauf dieser Zeit und nach dem Absolvieren von 102 Partien in der chilenischen Primera División verließ Alfonso Lara Lota Schwager wieder und ging zum Rekordmeister Colo-Colo Santiago.
Bei Colo-Colo erlebte Lara die erfolgreichste Zeit seiner Laufbahn, zunächst beginnend mit dem Erreichen des Endspiels in der Copa Libertadores 1973, nur wenige Monate nach dem Beginn seines Engagements bei Colo-Colo. Dabei unterlag das Team um Spieler wie Francisco Valdés, Carlos Caszely oder Mario Galindo dem argentinischen Vertreter von Independiente Avellaneda erst im Entscheidungsspiel des Finals, nachdem es nach Hin- und Rückspiel unentschieden gestanden hatte. Alfonso Lara war dort aber nur Ergänzungsspieler, er wurde im Finalhinspiel und im Entscheidungsspiel jeweils für Leonardo Véliz eingewechselt, das Rückspiel verpasste er ganz. Auf nationaler Ebene gelang Alfonso Lara mit Colo-Colo einmal der Gewinn des chilenischen Pokalwettbewerbes. In der Ausspielung 1974 setzte man sich gegen die Santiago Wanderers mit 3:0 durch. Währenddessen blieb ihm ein Meisterschaftstriumph verwehrt. 
1977 kehrte Alfonso Lara Colo-Colo den Rücken und wechselte zu Everton de Viña del Mar, in der Vorsaison chilenischer Meister geworden. Auch hier konnte Lara nicht den Titel erringen und beendete somit 1979 ohne gewonnene Meistertitel seine Karriere im Alter von 33 Jahren.

### Nationalmannschaft
Zwischen 1968 und 1975 brachte es Alfonso Lara auf insgesamt fünf Einsätze in der chilenischen Fußballnationalmannschaft. Ein Torerfolg gelang ihm dabei nicht. Von Nationaltrainer Luis Álamos wurde er ins Aufgebot der Südamerikaner für die Fußball-Weltmeisterschaft 1974 in Deutschland berufen. Lara kam bei dem Turnier nur in einem Spiel, dem ersten Gruppenspiel gegen die deutschen Gastgeber zum Einsatz. Dabei wurde er auch erst in der 84. Spielminute für Juan Rodriguez eingewechselt. Im weiteren Turnierverlauf folgte kein weiterer Einsatz für den Spieler von Colo-Colo. Die chilenische Mannschaft belegte mit zwei Unentschieden und einer Niederlage in der Gruppenphase Platz drei in Gruppe 1 hinter der Bundesrepublik Deutschland und der DDR sowie vor Australien und schied aus.

## Erfolge
- Chilenischer Pokalsieg: 1×

1974 mit Colo-Colo
- Finalteilnahme in der Copa Libertadores: 1×

1973 mit Colo-Colo